# グリーンベルト
グリーンベルトとは、「みどり」で形成した帯のこと。都市計画分野では都市の保護政策で行う緑化帯で、主に都心の人口密度増加による市街地、住宅地の無秩序な拡大を阻止するために設置された森林帯、公園緑地系統などを指す。この他にも、
- 農村地帯・農業地帯等を総称する概念としてのカントリーベルト
- 生駒都市山麓グリーンベルト[1]や六甲山系グリーンベルト構想[2]、砂防樹林帯、都市山麓グリーンベルト整備工事(旧建設省河川局砂防部砂防課傾斜地保全課） など災害防止目的での「グリーンベルト整備事業」
- 防風防雪原林から、火災の延焼を防ぐための函館市のグリーンベルト

のようなものもある。

## 概要
このアイデアはイギリスのガーデンシティ構想から、スプロール現象を阻止するために都心部を含む中心市と郊外の衛星都市群の間にグリーンベルトと呼ばれる緑地帯をはさむものを存在させ、世界的に広域的緑地計画に大きな影響を与えてきた。例えば、アムステルダムで1924年に開催された国際都市計画会議において市街地外周のグリーンベルト設置など6か条の決議が採択されている。

## 例

### イギリス
- 大ロンドン計画でグリーンベルトは都市のスプロール化を防止するために保全。ロンドンを囲むグリーンベルトの外側に建設された都市の呼称がニュータウンである。

### 日本
北海道
- 北海道札幌市 - モエレ沼公園建設は市街地の周囲を緑化しようという「緑化環状グリーンベルト構想」で始まった。宮丘公園も構想の一部を成している
- 北海道千歳市 - 市民の「憩い・遊び・集い」を目的として、全長約1kmのグリーンベルトが設置されている。[3]
- 北海道函館市 - 函館山の麓には、1934年（昭和9年）の函館大火の復興事業で、防火線としてグリーンベルトが設定された[4]。大門広小路も参照。

東北
- 宮城県仙台市 - 仙台のグリーンベルトの構想 グリーンベルト地区（稲作地保全地区）を設定している

関東
- 首都圏では1945年の戦災復興都市計画で、市街地外周に緑地帯（グリーンベルト）を設けることなどが盛り込まれ、1958年の首都圏整備計画で構想を立てられていた。しかし、1965年の首都圏整備法法改正でグリーンベルト構想は撤回され、その計画地には多摩田園都市などが含まれている

関西
- 大阪府守口市 - 街路樹をはじめとしたグリーンベルトを設け、従来の工業団地とは一線を画した

### アメリカ
- ニューヨークではグリーンベルトは1984年、島の自然を保護するために指定された。
- アイダホ州のアイダホフォールズでは川に沿って緑地帯が造成されている。